# Torgauer Schlosskapelle

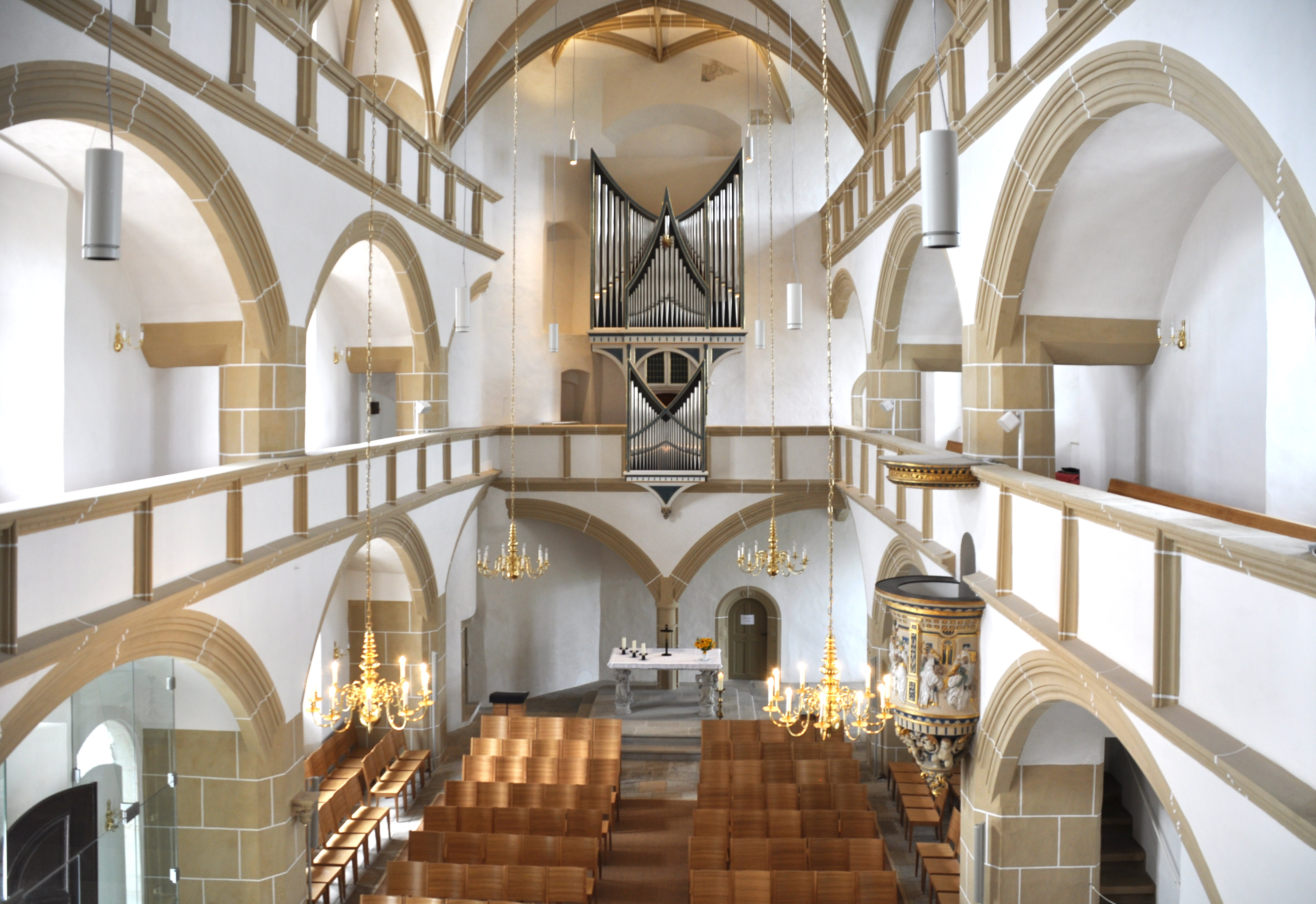
Die Schlosskapelle in Torgau

Die denkmalgeschützte Torgauer Schlosskapelle auf Schloss Hartenfels in Torgau Landkreis Nordsachsen, auch bekannt als Torgauer Schlosskirche, entstand 1544 unter beratender Mitwirkung des Reformators Martin Luther und galt lange Zeit als erster an die lutherische Lehre angepasste Kirchbau. Der Baukörper der Kapelle hebt sich aus der Schlossanlage nur durch das Portal hervor, der Eindruck des Raumes ist geprägt von den liturgischen Erfordernissen mit Predigt, Gemeindegebet und Sakramentsliturgie. Die Evangelisch-lutherische Kirchengemeinde Torgau nutzt die Kapelle.

## Geschichte und Architektur

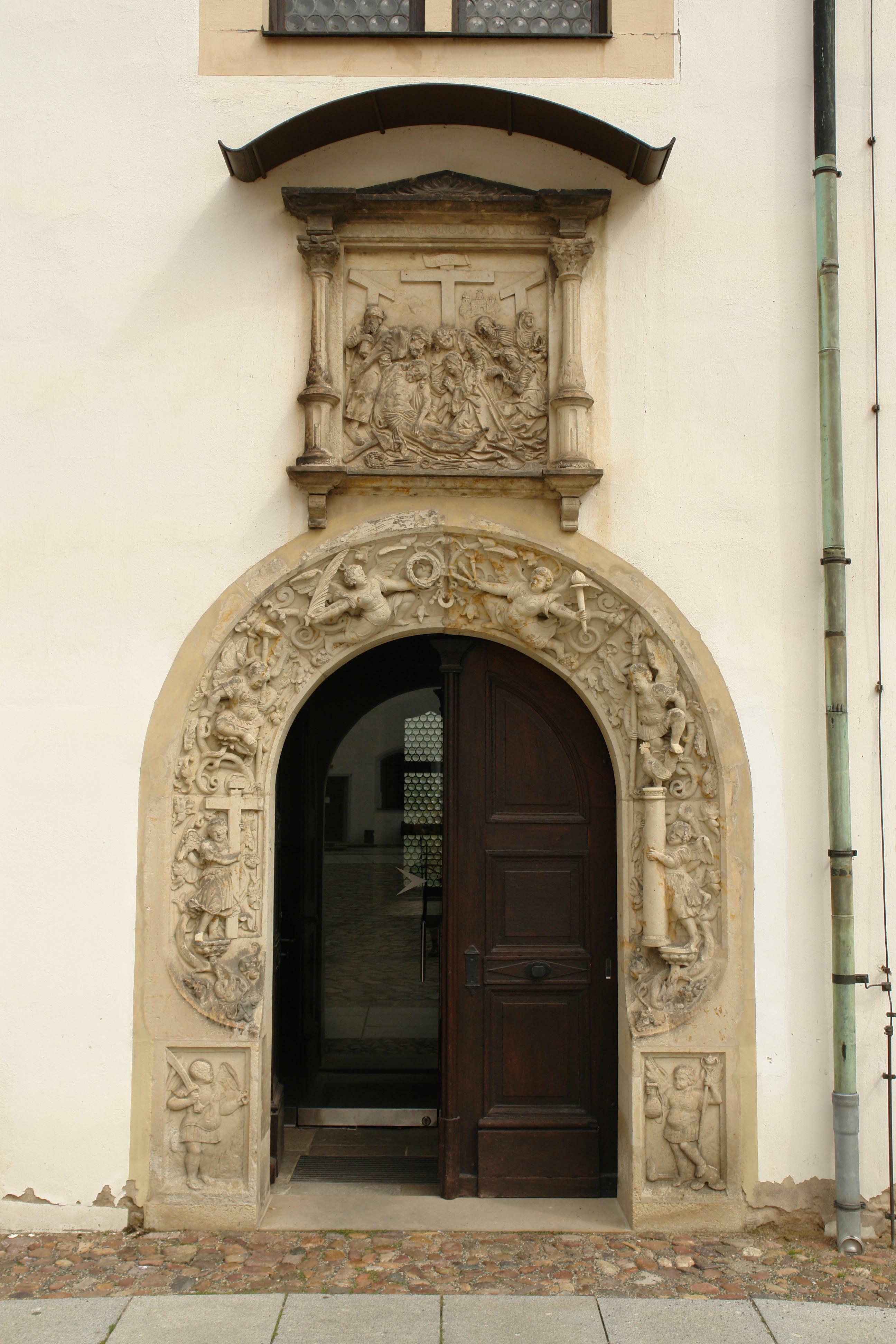
Portal der Schlosskirche

Torgau mit dem Residenzschloss wurde in der ersten Hälfte des 16. Jahrhunderts zum Zentrum der Reformation. Kurfürst Johann Friedrich der Großmütige ließ 1544 einen Raum für Gottesdienste neu errichten, der in die Fassadengestaltung des Schlossflügels einbezogen war. Nur das Portal des Torgauer Bildhauers Simon Schröter lässt den Raum vom Hof her als sakralen Bau erkennen. Die Kapelle ist zwischen dem Hofstubenbau und dem mittelalterlichen Bergfried eingeschoben, sie sollte kein besonderes Haus sein, „als wäre sie besser denn andere Häuser, wo man Gottes Wort predigt“, wie Luther in seiner Predigt zur Einweihung sagte. In diesem protestantischen Kirchengebäude verwirklichte Luther sein geistliches Programm der Reformation anschaulich in Kunst und Architektur. Der Baumeister Nickel Grohmann setzte mit betonter Schlichtheit die Ideen um. Bis in die heutige Zeit ist der Raum als Quersaalkirche mit der Kanzel an einer Längsseite und dem Altartisch an einer Schmalseite fast unverändert erhalten – die lose Einzelbestuhlung wird meist jedoch in Altarausrichtung gestellt –, er diente vielen anderen protestantischen Gebäuden als Vorbild. Lucas Cranach der Ältere, der auch die Skizzen für die Bildmotive der Kanzel anfertigte, plante mit seiner Werkstatt die gesamte Farbgestaltung.
Luther weihte die Kirche am 5. Oktober 1544 ein. Die „Weihe“ geschah – Luthers liturgischen Vorstellungen folgend – ausdrücklich nicht durch das herkömmliche Zeremoniell der Konsekration (Kirchweihe, Altarweihe), die in der katholischen Kirche nur vom zuständigen Bischof oder seinem Vertreter vorgenommen wurde und wird, sondern allein durch die evangelischen Schwerpunkte Predigtwort, Lobgesang der Gemeinde und Gebet – wie Luther in der Torgauer Einweihungspredigt betont: „Es soll dies Haus dahin gerichtet sein, das nicht anderes darin geschehe, denn daß unser lieber Herr selbst mit uns rede durch sein heiliges Wort, und wir wiederum mit ihm reden durch Gebet und Lobgesang“. Aus dieser später sogenannten Torgauer Formel ergibt sich, dass Gottesdienst für Luther aus Wort und Antwort, also aus Kommunikation, besteht und ein Beziehungsgeschehen zwischen Gott und dem Menschen ist. Der „Kantor der Reformation“ Johann Walter komponierte mit der Vertonung des 119. Psalm die Musik zur Einweihung.
Die Kapelle befindet sich im elbseitigen Flügel B von Schloss Hartenfels und erstreckt sich auf einem rechteckigen Grundriss über drei Geschosse. Sie wird von einem Rippengewölbe überfangen. Die beiden Längsseiten werden gegliedert durch die umlaufenden Emporen, die sich zwischen den jeweils drei Wandpfeilern in Arkaden öffnen. Die erste Empore gegenüber dem Eingangsportal trägt die Kanzel. Der Schalldeckel im Bereich der zweiten Empore war ursprünglich wohl auch figürlich gestaltet. An der zweiten Empore der westlichen Wand befindet sich die Orgel, die eine senkrechte Achse mit dem Altar bildet, der sich unmittelbar darunter auf einem zweistufigen Podest befindet. Die Mensa des Altars wird von vier Engeln getragen. Das Sandsteinretabel mit reichem Figurenschmuck, das im 17. Jahrhundert aus der Dresdner Schlosskapelle nach Torgau verbracht und bis 1945 von der Mensa getragen wurde, steht seit der Restaurierung 2017 aufgrund veränderter Abmessungen des Orgelprospekts im nördlichen Bereich der Westwand neben der Sakristei. Der Altar zeigt nicht gen Osten, sondern nach Westen. An der östlichen Empore befindet sich ein Zugang zum Gemach des Kurfürsten. Die zweite Empore darüber verfügte ursprünglich über einen Durchgang zum Gemach der Kurfürstin. Heute ist in diesem Bereich nur noch die benachbarte Betnische erhalten, die im Geschoss darunter verloren ist. Die Empore wird geziert durch ein Gitter, das im 17. Jahrhundert eingebracht worden ist. Der Standpunkt auf der Empore liegt leicht über jenem des Predigers in der Kanzel und symbolisiert so erstmalig und vorbildhaft die Hierarchie des landesherrlichen Kirchenregiments.
In dem Saal zu drei Geschossen stehen zwei umlaufende Emporen aus Stein. Die Gewölbe sind Stern- und Netzgewölbe. Die Halle ist 23 Meter lang, 11 Meter breit und etwa 14 Meter hoch. Bevor die Kirche am 31. Oktober 1930 zur Luther-Gedächtniskirche gewidmet wurde, fand eine umfangreiche Renovierung statt.

## Ältester lutherischer Kirchenneubau?
Die Torgauer Schlosskapelle wird häufig als der erste evangelische Kirchenneubau der Welt bezeichnet, jedoch wurde die seit 1624 katholische Kirche St. Joachim und St. Anna im böhmischen Sankt Joachimsthal bereits 1534–1540 erbaut. Die bei Baubeginn und mit der Konsekration 1542 noch für den katholischen Gottesdienst geschaffene Schlosskapelle Neuburg an der Donau wurde am 25. April 1543 erstmals protestantisch genutzt. Neueste Forschungen nennen mit der noch etwas ungenauen Datierung „um 1535“ die Tübinger Schlosskirche als wahrscheinlich erste und älteste protestantische Kirche überhaupt seit der Reformation. Was die Torgauer Schlosskapelle in architektonischer und reformationsgeschichtlicher Hinsicht einzigartig macht, ist die Einweihung durch Martin Luther und die damit verbundene paradigmatische Vorbildwirkung für spätere landesherrliche Schlosskapellen zunächst in Dresden, Augustusburg, Schwerin und Stettin sowie später auch in Koldinghus oder Schmalkalden. Die Torgauer Kapelle steht in der Tradition mittelalterlicher Burg- und Schlosskapellen sowie spätgotischer sächsischer Hallenkirchen, erscheint jedoch in „neuartigen Zügen, nämlich von der Renaissance geprägt“. Als paradigmatisch für die unmittelbaren Nachfolgebauten gelten der einheitliche Kirchenraum mit den Arkaden zwischen den Wandpfeilern, die umlaufenden Emporen tragen sowie die axiale Anordnung der liturgischen Prinzipalstücke Altar, Kanzel und Orgel. Die entscheidenden Neuerungen, welche die Torgauer Kapelle als lutherischen Leitbau kennzeichnen, werden im Konzept und der Struktur der Raumbildung und der Innenausstattung gesehen.

## Ausstattung

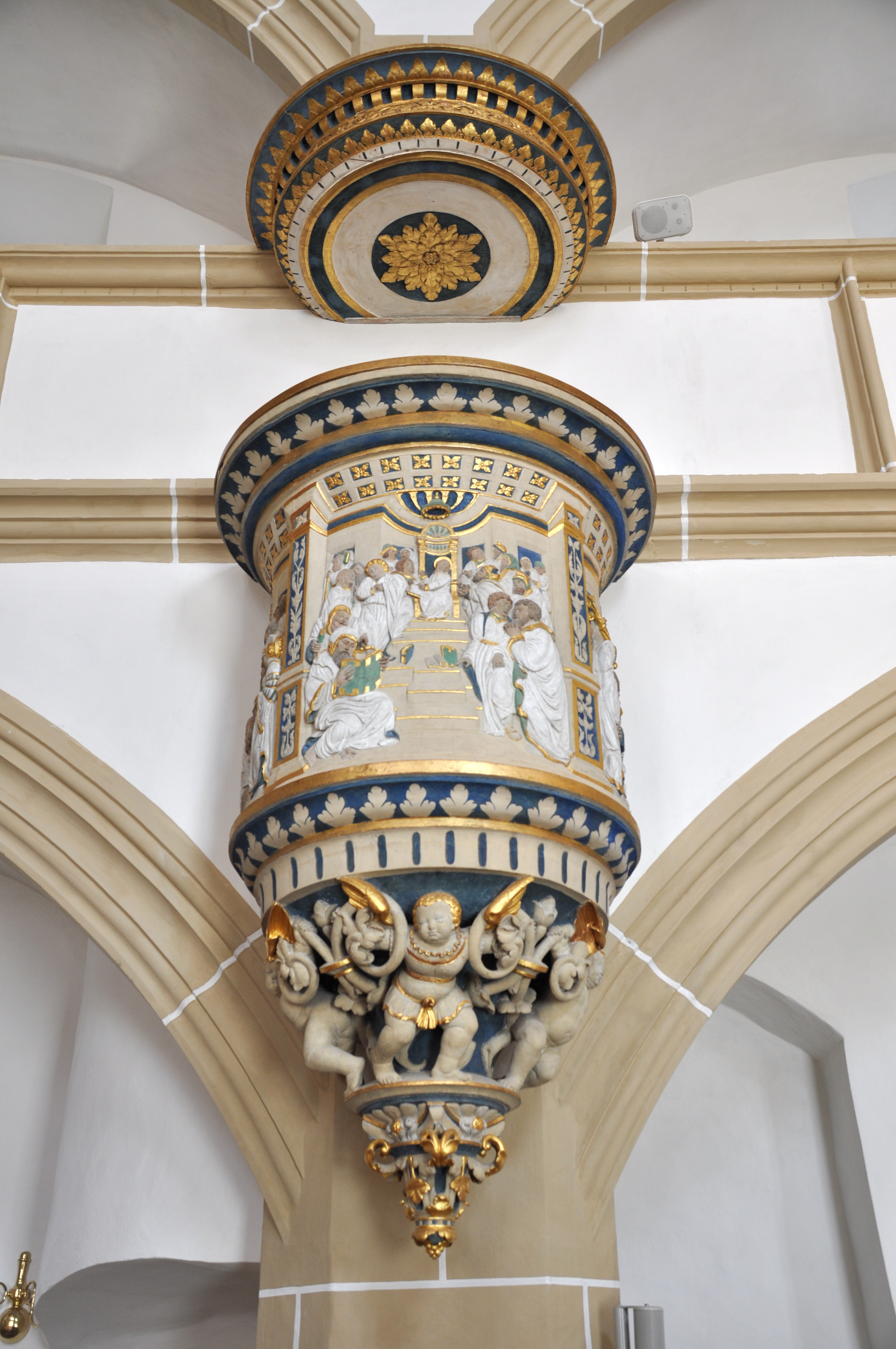
Die Kanzel

- Die Bildhauer Simon Schröter und Stephan Hermsdorf schufen 1544 den ursprünglichen Altar, vier freistehende Putten tragen die Mensa. Im 16. Jahrhundert hatte der Altar noch ein Retabel mit der Darstellung des Gebetes im Garten Gethsemane, der Fußwaschung sowie des letzten Abendmahles von Lucas Cranach d. Ä. Im 17. Jahrhundert tauschte man das Retabel gegen einen skulptierten Aufsatz aus Alabaster. Dieser Aufsatz wurde 2017 wieder in der Schlosskapelle aufgestellt.[17][18]
- Die Kanzel hängt gegenüber dem Portal, der Korb aus dem 16. Jahrhundert ist eine Arbeit des Bildhauers Simon Schröter. Die Reliefdarstellungen zeigen Szenen aus dem Leben Jesu: Die Vertreibung der Geldwechsler aus dem Tempel, Jesus und die Ehebrecherin und der zwölfjährige Jesus im Tempel.[19][7]
- Die Dedikationstafel von 1545 gossen die Gebrüder Hillger in Freiberg, sie gilt als ein frühes Denkmal der Reformation. Das darauf zu sehende Lutherportrait mit Reliefwirkung ist eine der ausdrucksstärksten Darstellungen des Reformators. Die Verse des lateinischen Textes stammen von Johann Stigel aus Wittenberg.[20] Sie wurden in einer nicht mehr erhaltenen, aber gut bezeugten weiteren Inschrift in schlichter deutscher Reimfassung paraphrasiert: Diß Haus auffs new gebawet ist / Zu lob dem herren Jhesu Christ. […] Gott geb das es fort bleyb rein / Nichts hör dan Gottes wort allein. […] Doctor Martin der Gottes man | Die erste predigt darin that / Darmit das haus geweiet hat. / Kein Chrisssem / weiwasser er braucht / Kein Kertz / Kein fáan / noch weirauch. / Das Gödlich wort / vnd sein gebet / Sambt der gleubigen darzu thet.[21][22] Die Stadtkirche Göppingen erhielt im November 1619 diesen Text in angepasster Ausführung als Einweihungsinschrift, womit offensichtlich bewusst an das 75. Jubiläum der Torgauer Schlosskirche angeknüpft wurde. Auch frühere Predigten zur Einweihung einer evangelischen Kirche zitieren diesen Text.[23] Er war der von Caspar Cruciger d. Ä. 1546 erstmals in Druck gegebenen Torgauer Einweihungspredigt beigefügt.[24]

## Orgel
Der Orgelbauer Gottfried Fritzsche stellte infolge einer indirekten Anweisung von Heinrich Schütz 1631 eine Orgel für die Schlosskapelle fertig. Die jetzige Orgel wurde 1994 von dem Orgelbauer Martin Vier aus Friesenheim gebaut. Das Schleifladen-Instrument ist im Renaissance-Stil disponiert und mitteltönig gestimmt. Es hat 25 Register, darunter 4 Register auf Wechselschleifen (WS) und zwei Vorabzüge auf drei Manualen und Pedal. Die Spiel- und Registertrakturen sind mechanisch. Das Gehäuse ist aus massiver Fichte gefertigt, der Entwurf stammt vom Kantor Ekkehard Saretz in Zusammenarbeit mit dem Denkmalamt in Dresden. Die weiße Fassung mit Grün- und Blautönen aus Malachit und Azurit ist eine Arbeit von Mechthild Noll-Minor.
Die Organistin Christine Gevert spielte die CD „Dulcis Memoria von Schütz bis Rosenmüller“ (Label: Carpe Diem, CD 16251) an der Orgel ein.
| II Hauptwerk CDE–e3 |                         |     |
| 1.                  | Grobgedackt (WS Nr. 20) | 16′ |
| 2.                  | Principal               | 8′  |
| 3.                  | Onda maris              | 8′  |
| 4.                  | Quintadeena             | 8′  |
| 5.                  | Octava                  | 4′  |
| 6.                  | Nachthorn               | 4′  |
|                     | Octave (vorab Nr. 7)    | 2′  |
| 7.                  | Mixtur IV               | 2′  |
| 8.                  | Fagott (WS Nr. 22)      | 16′ |
| 9.                  | Trommeten               | 8′  |

| I Rückpositiv CDE–e3 |                       |        |
| 10.                  | Gedacktes             | 8′     |
| 11.                  | Principal             | 4′     |
| 12.                  | Rohrflöit             | 4′     |
| 13.                  | Nassat                | 2 ⁄3′  |
| 14.                  | Sedecima              | 2′     |
| 15.                  | Terz                  | 1 3⁄5′ |
|                      | Octave (vorab Nr. 16) | 1′     |
| 16.                  | Zimbeln III           | 1′     |
| 17.                  | Krumbhörner           | 8′     |

| III Brustwerk CDE–e3 |                |    |
| 18.                  | Singend Regal  | 8′ |
| 19.                  | Hohlflöiten    | 4′ |
|                      | Kanaltremulant |    |

| Pedal CDE–d1 |                      |     |
| 20.          | Gedackter Unterbaß   | 16′ |
| 21.          | Octavbaß             | 8′  |
| 22.          | Fagott               | 16′ |
| 23.          | Trommeten (WS Nr. 9) | 8′  |
| 24.          | Nachthorn (WS Nr. 6) | 4′  |
| 25.          | Singend Cornett      | 2′  |

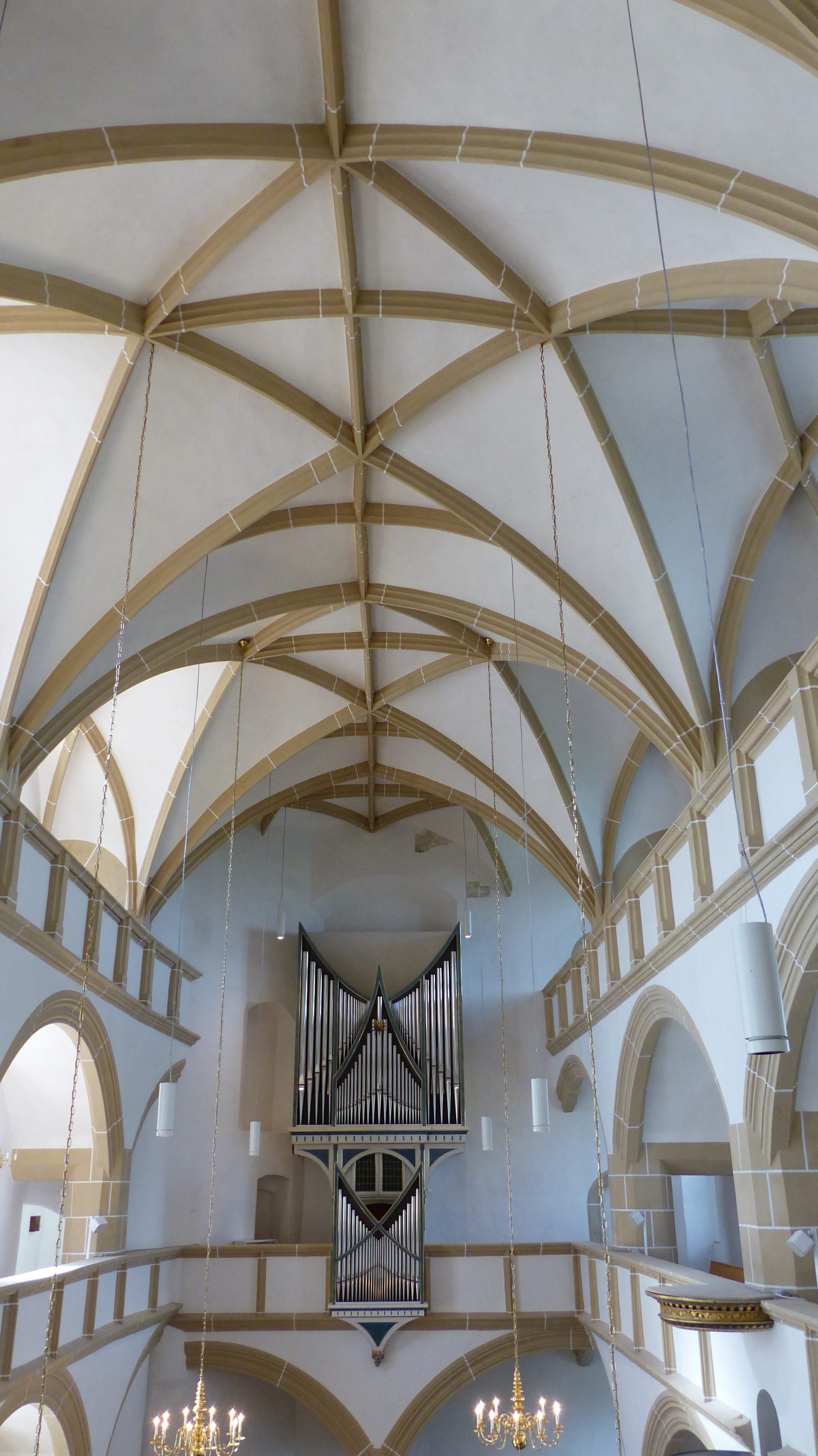
Orgelprospekt mit Rückpositiv von Martin Vier

- Koppeln: Manualschiebekoppel II/I, Pedalkoppeln I/P, II/P

Anmerkungen
1. 1 2 3  Im Prospekt.

## Literatur

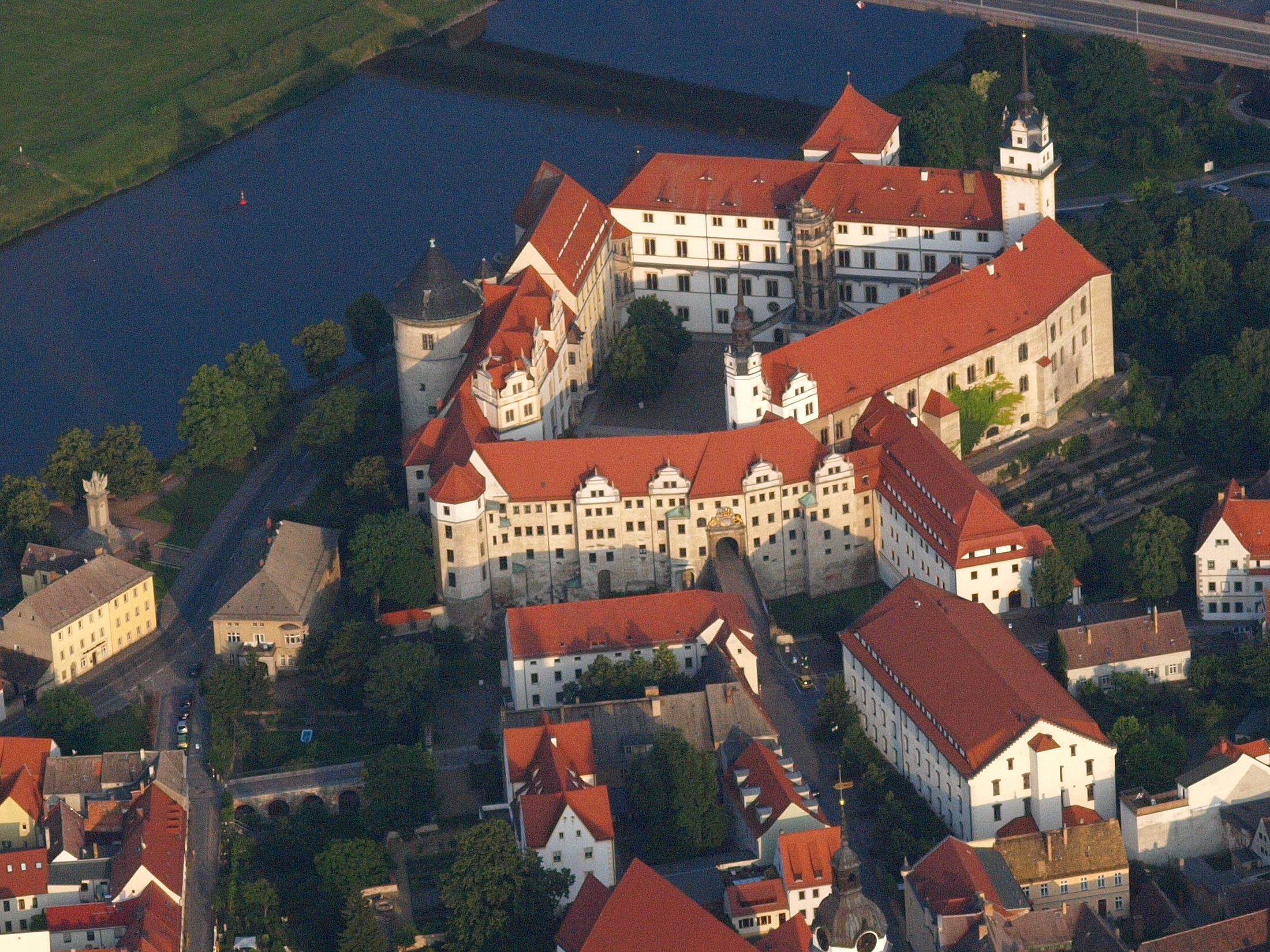
Schloss Hartenfels